# John Bass
John Elias Bass (22 de julho de 1848 – 25 de setembro de 1888) foi um jogador profissional de beisebol que jogou como shortstop nas grandes ligas de 1871 até 1877. Jogou pelo Union of Morrisania, Cleveland Forest Citys, Brooklyn Atlantics e Hartford Dark Blues.
Em 1871, liderou a National Association em triplas com 10.
Foi enterrado no Riverside Cemetery em Denver.

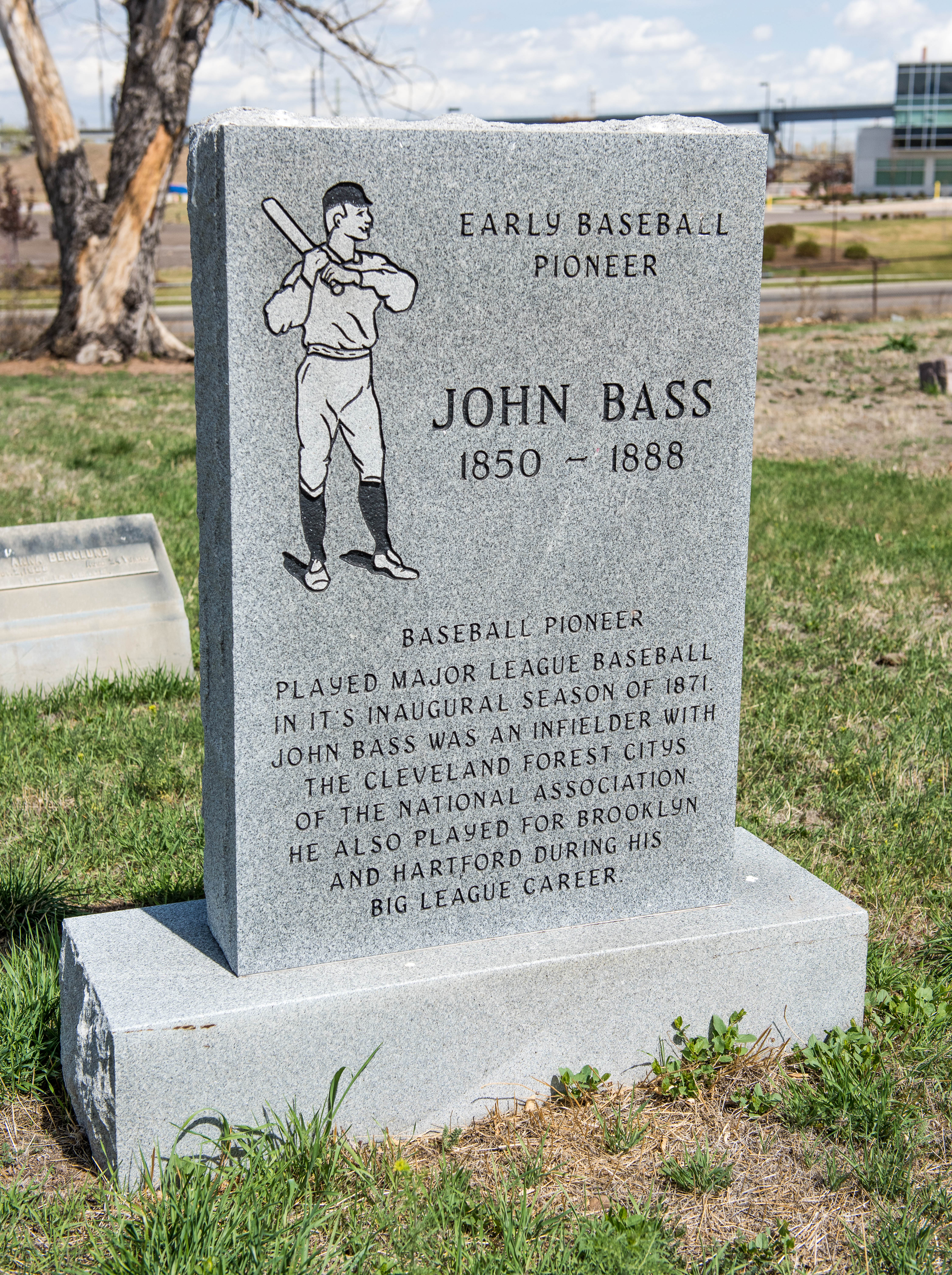
Lápide de Bass no cemitério Riverside em Denver, Colorado.